# Fasold z Vrbna
Fasold z Vrbna (polsky Fasold z Wierzbny, † 23. října 1307) byl představitel slezského rodu pánů z Vrbna.

## Život
Byl nejstarším synem Štěpána, stolníka u knížecího dvora Jindřicha IV. Proba ve Vratislavi a Krakově. Měl bratry, vratislavské kanovníky Jindřicha a Štěpána.
Jméno Fasolda je spojeno s příběhy o Nibelunzích, nevyskytuje se však na žádných dokumentech jako živá osoba.
Zanechal dva syny – Jindřicha, který byl stejně jako jeho strýc Jindřich vratislavským kanovníkem, a Štěpána.